# Cantonul Reims-8
Cantonul Reims-8 este un canton din arondismentul Reims, departamentul Marne, regiunea Champagne-Ardennen, Franța.

## Comune
- Champigny
- Saint-Brice-Courcelles
- Reims (parțial, reședință)